# Raquel Argandoña
Raquel Eliana Argandoña de la Fuente (Santiago, 5 de dezembro de 1957) é uma apresentadora de televisão chilena.